# Gaius Claudius Marcellus (consul in 50 v.Chr.)
Gaius Claudius Marcellus (88-40 v.Chr.) was een Romeins politicus uit de late Republiek en was consul in 50 v.Chr.

## Leven en familie
Hij was een telg van de belangrijke Gens Claudia en de neef van Marcus Claudius Marcellus, een vooraanstaande figuur in Rome en consul in 51 v.Chr.
Marcellus begon zijn cursus honorum in Rome als aedilis curulis in 56 en drie jaar later werd hij verkozen tot praetor. In 50 v.Chr. werd hij uiteindelijk consul, samen met Lucius Aemilius Paullus, en trad zo in de voetsporen van zijn vader. Hij trouwde in 55 of 54 v.Chr. met Octavia Thurina minor, de zuster van Octavianus. Zij kregen samen een zoon, Marcus Claudius Marcellus. Deze zou als directe neef van de keizer een belangrijke rol gaan spelen in de dynastieke perikelen. Hij werd verkozen tot opvolger door Augustus, maar stierf al in 23 v.Chr. Daarnaast hadden ze nog twee dochters die allebei Claudia Marcella (maior en minor) heetten. De oudste trouwde eerst met Marcus Vipsanius Agrippa en daarna met Jullus Antonius. Gaius Claudius Marcellus stierf in begin 40 v.Chr. Octavia hertrouwde na zijn dood met Marcus Antonius.

## Strijd tegen Caesar
Een belangrijk moment in het leven van Gaius Marcellus Claudius was zijn strijd tegen Julius Caesar in 50 v.Chr., het jaar van zijn consulaat. Hij steunde Pompeius in zijn plannen en hielp zo een macht tegen Caesar uit te bouwen. Caesar was in dat jaar nog gouverneur in Gallië, maar Pompeius probeerde Caesar te dwingen om naar Rome terug te komen om er voor de rechtbank te verschijnen. Aangezien Marcellus dat jaar consul was, speelde hij hierin een voorname rol. Hij probeerde Caesar na het einde van zijn gouverneurschap terug te roepen uit Gallië. Ook belemmerde hij de vraag van Caesar om opnieuw consul in absentia te worden in een laatste poging tot het redden van de republiek. Toen Caesar echter in 49 v.Chr. met zijn leger naar Rome trok, sloot Marcellus zich niet bij de strijdende partij van Pompeius aan. Dit in tegenstelling tot zijn broer en zijn gelijknamige neef Gaius Claudius Marcellus, die consul in 49 v.Chr. was. Zo nam hij geen deel aan de verdere gebeurtenissen. Bij het uitbreken van de burgeroorlog bleef hij in Italië, ontmoette er Caesar en smeekte om vergiffenis. Dit kreeg hij ook, omdat hij verder geen weerstand had geboden.
Gaius Claudius Marcellus was goed bevriend met Marcus Tullius Cicero, die het voor hem had opgenomen na de nederlaag tegen Caesar. Waarschijnlijk is het door zijn tussenkomst dat Caesar Marcellus de vergiffenis heeft geschonken. Cicero had namelijk een redevoering voor hem gehouden, dat eigenlijk eerder als een lofrede vol uitbundig eerbetoon en vleierij voor Caesar kan gezien worden.

## Antieke bronnen
- Appianus, Bel. Civ. II 26-31.
- Caesar, Bel. Gal. VIII 54, 55.
- Cassius Dio, XL 59-64, XLVIII 31.
- Cicero, ad Fam. IV 4, 7, 11, ad. Att. X 15, XV 12, pro Marc. 4, 11, Phil. III 6.
- Plutarchus, Pomp. 58-59.